# Яблоченское сельское поселение
Яблоченское се́льское поселе́ние — муниципальное образование в Хохольском районе Воронежской области Российской Федерации.
Административный центр — село Яблочное.

## История
Статус и границы сельского поселения установлены Законом Воронежской области от 2 декабря 2004 года № 88-ОЗ «Об установлении границ, наделении соответствующим статусом, определении административных центров муниципальных образований Грибановского, Каширского, Острогожского, Семилукского, Таловского, Хохольского районов и города Нововоронеж».

## Население
| 2010 | 2012 | 2013 | 2014 | 2015 | 2016 | 2017 |
| ---- | ---- | ---- | ---- | ---- | ---- | ---- |
| 761  | ↗772 | ↘755 | ↘749 | ↗755 | ↗791 | ↗815 |
| 2018 |      |      |      |      |      |      |
| ↗837 |      |      |      |      |      |      |

## Состав сельского поселения
| № | Населённый пункт | Тип населённого пункта       | Население |
| - | ---------------- | ---------------------------- | --------- |
| 1 | Заречье          | хутор                        | 17        |
| 2 | Яблочное         | село, административный центр | ↘744      |